# Rajd Liège-Sofia-Liège 1962
Rajd Liège-Sofia-Liège 1962 (21. Liège-Sofia-Liège) – 21. edycja rajdu samochodowego Rajdu Liège-Sofia-Liège rozgrywanego w Belgii. Rozgrywany był od 29 sierpnia do 2 września 1962 roku. Była to ósma runda Rajdowych Mistrzostw Europy w roku 1962.

## Klasyfikacja rajdu
| Miejsce                      | Kierowca                     | Pilot                        | Samochód                     | Czas                         | Strata                       |                              |
| Klasyfikacja generalna i ERC | Klasyfikacja generalna i ERC | Klasyfikacja generalna i ERC | Klasyfikacja generalna i ERC | Klasyfikacja generalna i ERC | Klasyfikacja generalna i ERC | Klasyfikacja generalna i ERC |
| ---------------------------- | ---------------------------- | ---------------------------- | ---------------------------- | ---------------------------- | ---------------------------- | ---------------------------- |
| 1.                           | Eugen Böhringer              | Hermann Eger                 | Mercedes-Benz 220 SEb W111   | 53:00                        | 0.0                          |                              |
| 2.                           | Henri Marang                 | Paul Coltelloni              | Citroën DS 19                | 1:22:00                      | +29:00                       |                              |
| 3.                           | Jacques Patte                | Paul Rousselle               | Volvo 122 S                  | 1:29:00                      | +36:00                       |                              |
| 4.                           | Guy Verrier                  | Jacques Badoche              | Citroën DS 19                | 1:36:00                      | +43:00                       |                              |
| 5.                           | William Logan Morrison       | Rupert Jones                 | Austin-Healey 3000           | 2:11:00                      | +1:18:00                     |                              |
| 6.                           | Kenneth James                | Mike Hugues                  | Rover 3-litre Mk IA (P5)     | 2:12:00                      | +1:19:00                     |                              |
| 7.                           | Claudine Bouchet             | Alexandra Kissel             | Citroën DS 19                | 2:23:00                      | +1:30:00                     |                              |
| 8.                           | David Seigle-Morris          | Barry Hercock                | Austin-Healey 3000           | 2:25:00                      | +1:32:00                     |                              |
| 9.                           | Jean-Jacques Thuner          | John Gretener                | Triumph TR4                  | 2:53:00                      | +2:00:00                     |                              |
| 10.                          | Francis Charlier             | Nicolas Mosbaux              | Ford Anglia                  | 2:57:00                      | +2:04:00                     |                              |